# Церковь Покрова Пресвятой Богородицы (Каменская)
Церковь Покрова Пресвятой Богородицы (Покровская церковь) — бывший православный храм в станице Каменской Области Войска Донского, ныне город Каменск-Шахтинский Ростовской области.

## История
Первой церковью станицы Каменской, когда она находилась на левом берегу Северского Донца, была деревянная церковь Покрова Пресвятой Богородицы, в настоящее время здесь расположен хутор Старая Станица. Храм был построен в 1740 году, а в 1745 году во время пожара он сгорел. Второе здание церкви, также из дерева, было заложено 22 марта 1747 года, и в следующем году храм был построен и освящён. В 1787 году на его месте была заложена каменная Покровская церковь с приделом Николая Чудотворца. Была освящена 18 июля 1792 года. Старая же деревянная церковь в 1795 году была выкуплена полковником Иваном Петровичем Скасырским и перевезена в слободу Скасырскую (ныне станица Скосырская).

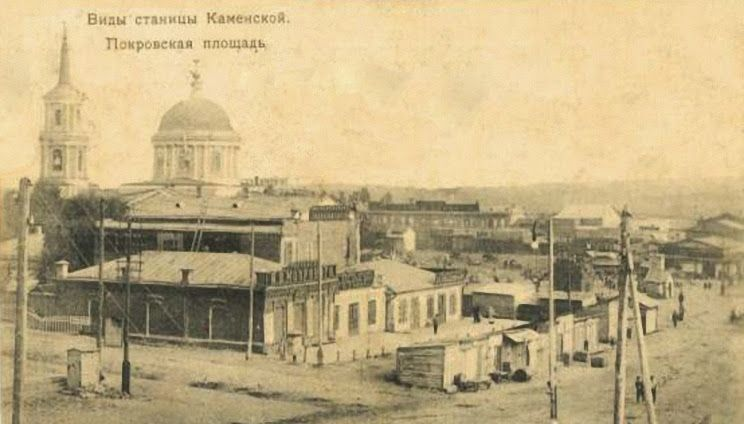
Покровские площадь и церковь

В 1817 году, когда станица Каменская была перенесена на правый берег (где ныне находится город Каменск-Шахтинский), Покровская церковь, как и многие другие старые сооружения, была разобрана, а строительный материал был использован при создании новой Свято-Покровской церкви с приделами в честь Вознесения Господня и во имя Николая Чудотворца, освящение которой состоялось в 1829 году. 
Храм находился в районе нынешней школы № 2. Был снесён в 1934 году. В 2003 году в городе (в сквере Щаденко) была построена новая кирпичная церковь, также названная Покрова Пресвятой Богородицы.